# Andrena abbreviata
Andrena abbreviata là một loài Hymenoptera trong họ Andrenidae. Loài này được Dours mô tả khoa học năm 1873.